# ميخائيل ماديسون
ميخائيل ماديسون (بالإنجليزية: Michael Madison) هو قاتل متسلسل أمريكي، ولد في 15 أكتوبر 1977 في إيست كليفلاند في الولايات المتحدة.